# Zimní stadion Valašské Meziříčí
Zimní stadion ve Valašské Meziříčí je sportovní stadion, který se nachází ve východomoravském Valašském Meziříčí. Své domácí zápasy zde odehrává klub ledního hokeje HC Bobři Valašské Meziříčí.
Stadion byl postaven v roce 1977. Tehdy mu však chyběla tribuna, která byla i s potřebným zázemím postavena až o pět let později. Na konci devadesátých let se začalo uvažovat o zastřešení nevyhovujícího stadionu. K rekonstrukci nakonec došlo až v roce 2003, kdy byl chátrající stadion změněn v moderní halu.
Současná kapacita stadionu je 1 200 stojících diváků.